# Жуанен
Жуанен е ранен десертен сорт грозде. Произхожда от Италия.
Познат е още с имената: Линян бял (Франция), Лулиенга (Италия), Фрюлайпцигер (Северна Германия), мадлен бял и др.
Лозата е подходяща и за асми. Гроздовете са средно големи, сбити, със средно едри зърна с приятен свеж вкус. Ципата е обагрена жълтеникаво.
Гроздето понася съхранение и дълъг транспорт. Може да се засажда в райони с по-хладен климат.